# René Pailler
Pour les articles homonymes, voir Pailler.
René Pailler, né le 20 novembre 1920 à Frontenay-Rohan-Rohan et mort le 14 avril 2003 au Mans, est un homme politique français.

## Biographie
Il est le fils de Germaine Hulin et de Marcel Pailler, percepteur. Il fait ses études au collège de Saint-Maixent-l'École puis au lycée Henri-IV et à l'école de médecine de Poitiers.

## Mandats électifs
- Député de la  4e circonscription de la Sarthe (1968-1969, 1978-1981)
- Adjoint au maire du Mans (1971-1977)
- Conseiller régional des Pays de la Loire

## Ouvrages
- La Chirurgie de la surdité (thèse, 1948)
- Anatomie radiographique du massif facial (en collection, 1955)

## Distinctions
- Chevalier de l'ordre des Arts et des Lettres[2]
- Chevalier de la Légion d'honneur